# Retaule de sant Jaume de Vallespinosa
El Retaule de sant Jaume de Vallespinosa és una obra pictòrica del gòtic internacional confeccionada per Joan Mates, originalment emplaçada a l'església de sant Jaume de Vallespinosa. Des de 1917, forma part del fons artístic del Museu Diocesà de Tarragona.

## Context i singularitat
Rosa Alcoy considera que, tot i no disposar de cap document que permeti certificar l'autoria del retaule, aquest pot atribuir-se a Joan Mates per la semblança entre aquesta obra i d'altres del mateix autor, i també per la vinculació entre els Cervelló (comitents) i Vilafranca de Penedès, on va néixer Mates. Segons la catedràtica en Història de l'Art, el comitent del retaule va ser el senyor de Vallespinosa Arnau de Cervelló (1406-08) o bé la seva filla Violant (1409-10).
Joan Mates havia treballat sota les ordres de Pere Serra com a mínim des de 1390. En morir el seu mestre, 1406, va establir-se pel seu compte. El retaule de sant Jaume de Vallespinosa és la primera obra coneguda que executa com a mestre d'un taller independent. Una llibertat creativa que va aprofitar per introduir innovacions estilístiques en la predel·la i un enfocament original en la distribució dels compartiments del retaule.
Alcoy exposa que “després d'obres fragmentàries com el retaule de sant Jaume de Frontanyà, de cap al 1300 o una mica abans, el retaule de Mates (...) és l'únic conjunt de pintura sobre taula que mostra encara les complexitats de la història de l'apòstol”.

## Descripció (sobre la composició original)
El carrer central mostra la crucifixió de Jesús en la franja superior i la imatge de sant Jaume en el pis inferior. Les dues taules laterals tenen tres compartiments. Alcoy fa notar, que en la restauració del retaule portada a cap a Madrid entre 1965 i 1973, es van col·locar al lateral esquerre les imatges concebudes originalment a la franja dreta, i viceversa. Aquest fet impedeix seguir la descripció que Mates feia sobre la vida de sant Jaume, inspirada en la Llegenda àuria. L'esmentada restauració no va afectar la predel·la, on es poden veure les representacions dels sants Abdó i Senén, sant Antoni, sant Joan Baptista, sant Miquel i Sant Jordi.
Pis superior

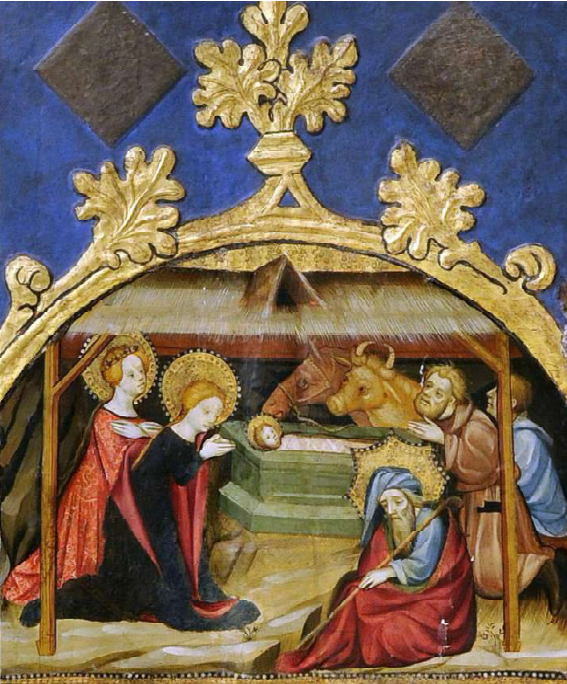
Naixement de Jesús en un sepulcre

La franja superior del retaule il·lustra tres escenes de la vida de Jesús: l'Encarnació, el Calvari i el Naixement. Una estructura narrativa que segons Alcoy vol transmetre el missatge de ressorgiment.
- Encarnació (franja esquerra). Sant Jaume va ser degollat el 25 de març, el dia de l'Anunciació de l'arcàngel Gabriel a la Verge Maria. S'estableix així una relació entre Jesús i l'apòstol.[6]
- Calvari (franja central). El cos de Jesús a la creu divideix la composició en dues meitats perfectes. A la seva esquerra, es mostren els seus botxins: soldats romans, abillats segons la indumentària del segle xv, i els jueus, simbolitzats amb un estendard vermell que oneja amb un escorpí. A la dreta de Crist, sant Joan subjecte la Mare de Déu, mig desmaiada, rere la qual Maria Magdalena mira fixament a la creu en actitud suplicatòria. L'escena la complementen les Maries i un soldat -probablement el convers Longí-.[7]
- Naixement (franja dreta). L'infant Jesús, estirat en una caixa funerària, ocupa l'espai central de la taula. Per incidir en la idea de ressorgiment, i vida després de la mort, Mates converteix el sepulcre de Déu en un bressol. La Mare de Déu resa acompanyada de santa Brígida de Suècia. A l'extrem dret de l'escena, s'identifica l'adoració dels Pastors a Jesús i Josep en actitud passiva.[8]

Imatge central
Mates presenta una imatge dual de sant Jaume, en la doble concepció de pelegrí (va descalç) i apòstol (indumentària solemne). Alcoy detecta una “certa subordinació dels atributs del pelegrí”. És remarcable, en aquest sentit, la tria del pintor per entronitzar sant Jaume sense l'acompanyament d'altres apòstols. En els retaules catalans, aquest privilegi és reservat a sant Pere (pare de l'Església) i menys habitualment a sant Andreu. Segons la professora de la Universitat de Barcelona, el tron simbolitza la recompensa pòstuma, l'obsequí diví.
La professora de la Universitat de Barcelona conclou que en la imatge central “es referma (...) el pes i protagonisme del sant en el panorama terrenal, sense prescindir, però, del segon sentit que determina la glorificació celestial”.

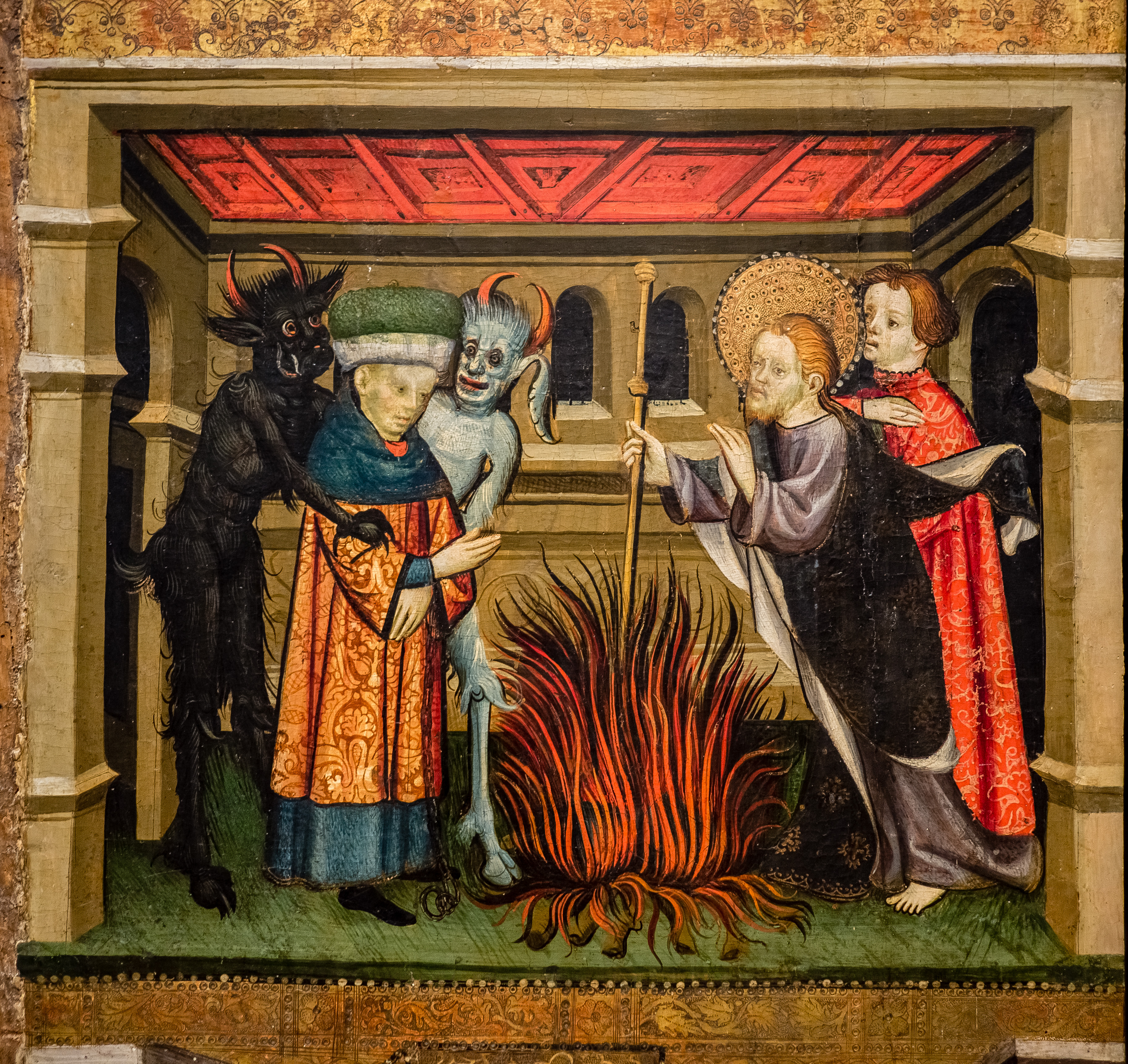
Conversió del mag Hermògenes

Escenes inspirades en la Llegenda Daurada
Quatre escenes de la vida de sant Jaume rodegen la imatge central del retaule, inspirats en la Llegenda daurada de Jacopo de la Vorágine:
- Conversió del mag Hermògenes (taula esquerra, franja superior). El sacerdot jueu Abiatar havia instat Hermògenes a abatre la fe de sant Jaume a través de Filet, deixeble del mag. Aquest, però, és convertit al cristianisme per l'apòstol. En represàlia, Hermogènes envia dimonis per capturar-los als dos. Sant Jaume aconsegueix revertir la situació, de tal manera que els dimonis es converteixen en una amenaça per Hermògenes. L'escena il·lustra el moment en el qual Filet demana a sant Jaume que intercedeixi a favor del mag. L'apòstol decideix lliurar-li el bastó de doble pom en senyal de protecció; en agraïment, el mag crema escrits malèfics.[11]

- Condemna i màrtir de sant Jaume (taula esquerra, franja inferior). Abiatar ha lliurat sant Jaume a Herodes Agripa. Just abans de ser decapitat, l'apòstol subjecta el cos de Josies, un guardià del tribunal que l'havia empresonat, convertit i batejat en el cristianisme pel mateix sant.[12]
- Translactio Sancti Jacobi (taula dreta, franja superior). El cos de sant Jaume, estirat en una petita embarcació, és traslladat a les costes gallegues pels deixebles Teodor i Atanasi  i la guia d'un àngel.[13]
- Història dels braus salvatges (taula dreta, franja inferior). En arribar a Galícia, els deixebles de sant Jaume demanen un lloc per erigir-hi la seva sepultura. Inicialment empresonats, són alliberats gràcies a una intercessió angelical. Aquest fet convenç el rei de Galícia de cedir un lloc per l'enterrament de l'apòstol. Per evitar-ho, la reina Lula ordena fer transportar el cos de sant Jaume per uns braus salvatges. Teodor i Atanasi senyen els animals i aquests traslladen correctament les despulles del seu mestre.[14]

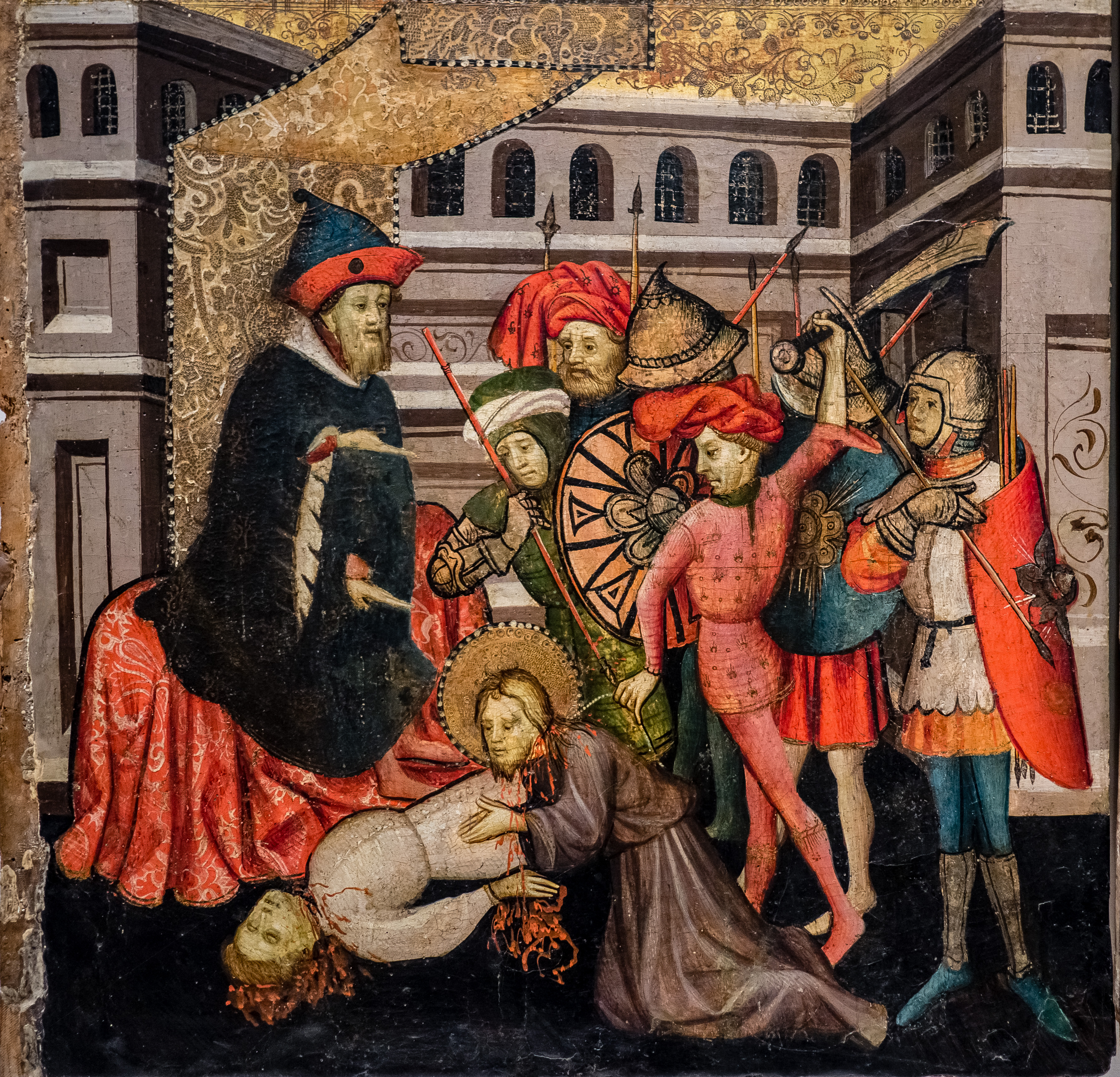
Condemna i màrtir de Sant Jaume

Predel·la
Alcoy destaca que “l'entronització dels sants en el context de la predel·la es pot advertir com un fenomen singular, per no dir únic, en el context català de l'època”. Més enllà d'aquesta innovació conceptual, Mates també desplega una proposta estilística innovadora. Les figures són presentades en diferents posicions: Sant Miquel i Sant Antoni en positura frontal, sant Jordi de perfil, i les tres imatges restants -els sants Abdó i Senen, i sant Joan- en un gir de tres quarts. Alcoy considera que aquestes variacions “representen una innovació en el panorama de la pintura gòtica catalana, que rarament havia trencat amb la seva visió frontal i estàtica dels sants en el marc ofert per les predel·les”.